# Африкян, Эврик Гегамович
Эврик Гегамович Африкян (14 мая 1925, Ереван — 19 июля 2016, там же) — советский и армянский учёный-микробиолог, доктор биологических наук, профессор, действительный член Национальной академии наук Армении, заслуженный деятель науки Армянской ССР (1986).

## Биография
В 1947 г. окончил Ереванский медицинский институт и аспирантуру Института микробиологии Академии наук СССР (Москва). Ученик Н. А. Красильникова. Научную деятельность начал будучи студентом, работая в клинике общей хирургии, опубликовав ряд работ и монографию «Пенициллин и его значение в медицине» (1947).
В 1963—2000 гг. — директор Института микробиологии АН Армянской ССР/Армении. С 2000 г. — почетный директор. С 2006 г. являлся научным консультантом объединённого Центра микробиологии и депонирования микробов НАН Армении и руководителем подразделения — Центра депонирования микробов. Длительное время работал в ведущих зарубежных центрах: более года в Институте Пастера в Париже, в лабораториях США и Канады, а около 3-х лет — в Японии.
Под его руководством институт сыграл значимую роль для развития промышленного производства в СССР бактериальных инсектицидов, аминокислот и других ценных продуктов.
В 1993 г. Э. основал Центр депонирования микробов, представляющий сбой обширную базу культур непатогенных микроорганизмов научно-промышленного значения.
С 1993 г. — директор Республиканского центра депонирования микробов НАН Республики Армения.
С 2006 г. — научный руководитель, советник Центра микробиологии и депонирования микробов НАН Республики Армения.
Научные интересы: Общая и прикладная микробиология, биотехнология, аэробные споробразующие бактерии, особенности их энтомопатогенных и экстремофильных форм, космическая микробиология.
Доктор биологических наук (1970). Профессор (1972). Академик Академии наук Армянской ССР (1982, член-корреспондент с 1974).
Избирался вице-президентом Всесоюзного микробиологического общества, СССР. Член научных советов и комитетов общей и прикладной микробиологии СССР, Москва.
Член Исполкома Всемирной Федерации Коллекций Культур Микроорганизмов (WFCC) и Международного Общества по систематической бактериологии.

## Научная деятельность
Специалист в области общей и прикладной микробиологии, биотехнологии. Автор 4 монографий и более 300 научных работ.
Особое внимание уделял изучению аэробных спорообразующих бактерий. Им была установлена специфика антагонистических свойств, подтверждающая положение о видовой специфике образования антибиотиков. Результаты исследований были систематизированы в монографии «Бактерии-антагонисты и их применение» (1959).
В рамках предложенной ученным методики электронной сканирующей микроскопии была выявлена природа инверсивных форм Bacillus mycoides, вызванная различной интенсивностью деления клеток внутри бактериальных тяжей, образующихся на поверхности агаризованных сред. Являясь координатором работ по изучению и применению энтомопатогенных бактерий, изучал экологию, систематику, метаболизм, характеристику их инсектицидного действия, изучение энтомоцидных токсинов, а также вопросы организации производства и применения новых инсектицидных препаратов. Научные обобщения в этом направлении отражены в монографии «Энтомопатогенные бактерии и их значение» (1973).
В рамках исследования Bacillus thuringiensis, используемых в крупнотоннажном производстве биоинсектицидных препаратов был выявлен принципиально новый факт о перекрестной сероагглютинации культур Bacillus cereus, не продуцирующих кристалловидные токсины, с Н-антигенами антисывороток типичных штаммов-кристаллофоров B.thuringiensis. Данное явление выявляет филогенетическое родство этих видов и открывает широкие возможности для генетической инженерии энтомопатогенных и других видов бацилл. На основе подробного изучения других энтомопатогенов была предложена их филогения с родственными видами. В результате было организовано крупнотоннажное производство 2-х бактериальных инсектицидных препаратов: БИП (бактериальный инсектицидный препарат) на основе новой разновидности B.thuringiensis ssp.caucasicus для борьбы с вредоносными чешуекрылыми, а с использованием оригинального штамма B.thuringiensis — препарат БЛП (бактериальный ларвицидный препарат) для борьбы с комарами.
Специалисты института под его руководством впервые констатировали, что генетические детерминанты для биоситеза энтомоцидных токсинов имеют плазмидную природу (1976).
С 1976 г. руководил широким комплексом микробиологических, биохимических, физико-химических и информационных исследований по изучению микробного повреждения синтетических полимерных материалов, используемых в космической технике. Результаты этих исследований обобщены в книге «Грибные деграданты полимерных материалов: Базы данных и Коллекция культур с Атласом» (2005).

## Награды и звания
Награждён орденом «Знак Почёта», медалью Анания Ширакаци.
Заслуженный деятель науки Республики Армения (2003).